# Comandament i control

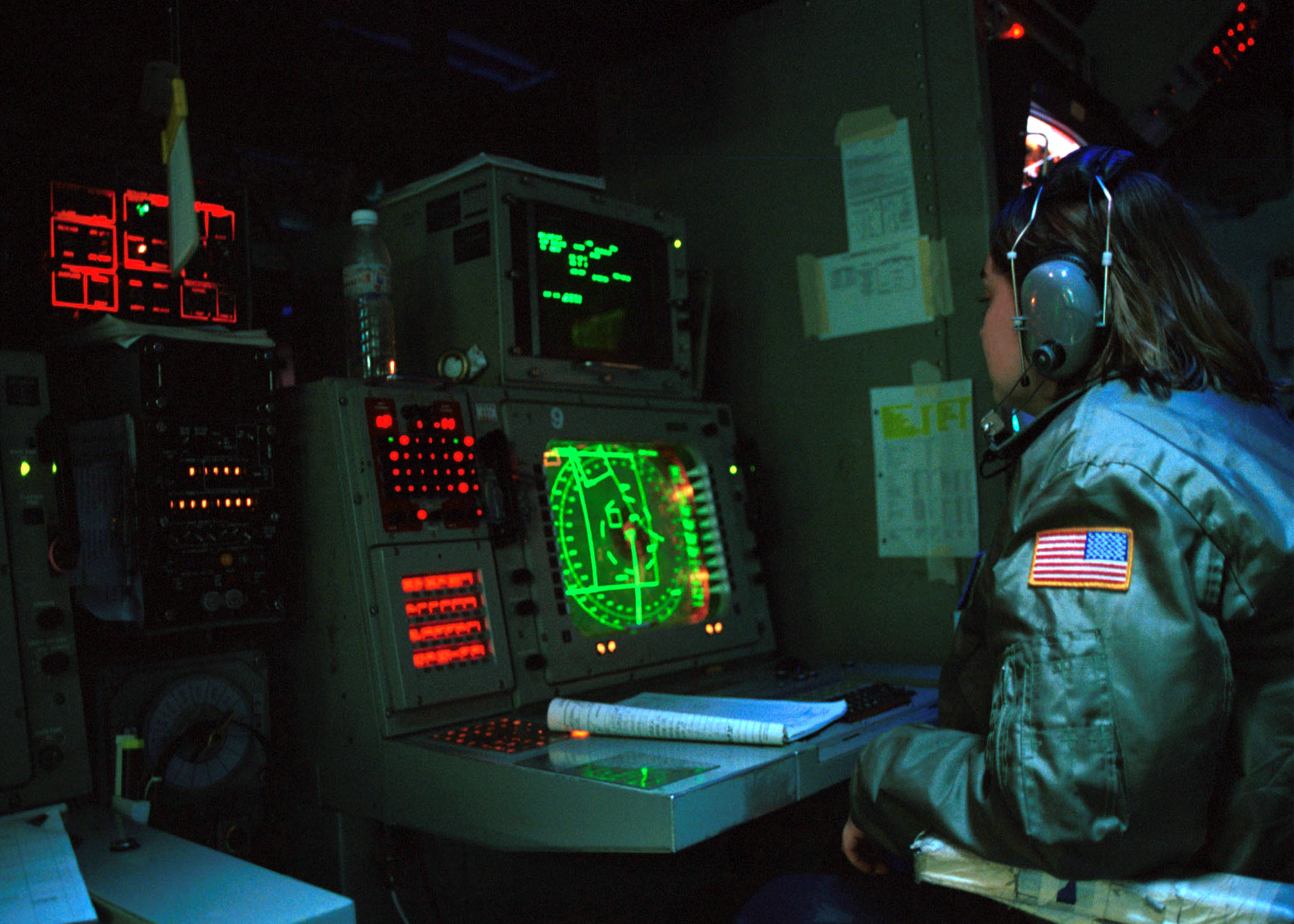
Una vigilant a la seva estació del centre d'informació de combat de lUSS Carl Vinson l'any 2001.

El comandament i control (en anglès Command and Control, sovint abreujat com C2, C&C i C²) és, en l'entorn militar, l'exercici de l'autoritat i la conducció i seguiment de les forces assignades a una missió, per part del comandament operatiu al càrrec.
Segons una definició del 2015 dels científics militars Marius Vassiliou, David S. Alberts i Jonathan R. Agre, més general, i no limitada a entorns militars, és un «conjunt d'atributs i processos organitzatius i tècnics [que] empren recursos humans, físics i d'informació per resoldre problemes i realitzar missions».
Aquest concepte també és d'ús comú dins de la indústria de la seguretat informàtica i en el context de la guerra informàtica. Aquí el terme fa referència a la influència que té un atacant sobre un sistema informàtic compromès que controla. Per exemple, un ús vàlid del terme és dir que els atacants utilitzen «infraestructura de comandament i control» per enviar «instruccions de comandament i control» a les seves víctimes. L'anàlisi avançada de les metodologies de comandament i control es pot utilitzar per identificar atacants, associar atacs i interrompre l'activitat maliciosa en curs.

## Conceptes associats
- C2I: Comandament, control i intel·ligència / Comandament, control i informació
- C2IS: Sistemes de comandament, control i intel·ligència
- C3: Comandament, control i comunicacions
- C3I: Comandament, control, comunicacions i intel·ligència